# SDガンダム外伝 ラクロアンヒーローズ
『SDガンダム外伝 ラクロアンヒーローズ』（エスディーガンダムがいでん ラクロアンヒーローズ）は、1990年10月6日にバンダイから発売されたゲームボーイ用ロールプレイングゲームソフト。

## 概要
カードダス等で人気を博した『SDガンダム外伝 ジークジオン編』を題材としたRPG。流れとしては「ラクロアの勇者」「伝説の巨人」の両編をもとにしているが、大きなアレンジが施された本作独自の展開となっており、当時放送されたCMやパッケージ裏では「誰も知らないオリジナルストーリー」と銘打たれていた。また、「アルガス騎士団」編より剣士ゼータ、闘士ダブルゼータ、法術士ニューが、『SD戦国伝』より武者ガンダムが、それぞれゲスト出演している。
ストーリーの各部にテレビアニメ『機動戦士ガンダム』（1979年 - 1980年）の小ネタが含まれていたりする一方、シュールな台詞回しやイベントも散見される。コミカルな世界観やセリフ回しも特徴。
クエストごとのレベル差が激しいため、ストーリーは事実上の一本道。城の外に出るだけで即死するという不親切なトラップ（ただし、警告をする人がいる）や強敵続出のステージなど、難易度は高い。

## ゲーム内容

### システム
移動
Bボタンを押すことによりケンタウロス走行により高速移動が可能。セレクトボタンを押すとキャンプコマンドが表示、アイテムによる回復等のほか、セーブも行える。
休息
移動中に使用可能。ダンジョン内でも使える。HP･SPが50%分回復する。150歩以上の距離を歩かないと再度実行できない。
戦闘
ランダムエンカウントによるコマンド式戦闘となっている。敵モンスターを倒すと経験値（メンバーの分だけ分配される）、G（ゴールド）がもらえる。経験値が一定の値になるとレベルが上がる。「にげる」ほか「おどす」ことにより、Gだけを残して逃走させることもできる。

### 呪文
効果により最大3段階に分かれる。

#### 回復魔法
ミディ
味方1人のHPを回復する。全3段階。3で味方全員を回復。
リバイブ
味方1人のHPを完全回復させ、死亡以外の状態も回復する。
マディア
味方全員のHPを完全に回復する。
ピュア
味方1人の毒状態を回復する。
ピュアラ
味方1人の麻痺状態を回復する。
タンバム
死亡した味方を1人を生き返らせる。

#### 移動系魔法
ウーフラ
ダメージゾーンをダメージを受けずに通過できる。
ケープ
ダンジョンから脱出する。

#### 攻撃魔法
ボウマ
炎の矢により攻撃。全3段階。3で敵グループを攻撃。
ザオス
氷の矢により攻撃。全3段階。2で敵グループ、3で敵全員を攻撃。
バリバ
電撃により攻撃。全3段階。2で敵グループ、3で敵全員を攻撃。
メガ
爆発により攻撃。全2段階。1で敵グループ、2で敵全員を攻撃。
ギル
敵を即死させる。全2段階。2で敵グループを攻撃。
ソーラレイ
最強の攻撃呪文。敵全員を攻撃。

#### 補助系魔法
アタック
仲間の攻撃力を上昇させる。全2段階。2で全員にかかる。
ディフト
仲間の防御力を上昇させる。全2段階。2で全員にかかる。
ピルト
味方全体の素早さを上昇させる。
モンス
敵の呪文を封じる。全2段階。2で敵グループにかかる。
パラライ
敵を麻痺状態にさせる。全2段階。2で敵グループにかかる。
ミノフス
敵味方全体の命中率が下がる。

### アイテム

#### 回復・移動系
薬草
味方1人のHPを30回復する。
傷薬
味方1人のHPを80回復する。
エリクサー
味方1人のHPとSPを完全回復。
毒消し
味方1人の毒状態（HPが徐々に減少する状態）を治療する。
シーアルシー
味方1人のサビ状態を治療する。
ペガサスの羽根
ダンジョンから脱出する。
復活の石
死者を生き返らせる。

#### 特殊系
リターンリング
クエスト1にて入手。使うとラクロア王国へ瞬時に移動出来る。
冒険の鍵
ラクロア地下の扉からそれぞれのクエストの地にワープするため、ラクロアから外に出るために必要な鍵。
天馬の笛
フィールド上で使うとホワイトベースを呼ぶ事が出来る。
光の弓
命中するとサイコゴーレムを一撃で倒せる弓矢。
宝玉
ククルス湖の神殿に眠る。火の山に張られたララァの結界を解くために必要。
火炎鉱石
炎の剣の材料。炎の洞窟に眠っている。
ガンダリウム
炎の剣の材料。ラクロア北の砦に隠されている。
魔法の壺
マクベカッツェが探していたもの。力の塔に向かう橋を直す。

### その他
- 当時のRPGには珍しく、Bダッシュ機能が付いている（フィールド上で出来るRPGは珍しい）。操作方法が特殊で、会話をAボタンで始め、Bボタンで終わらせなければならなかった。

## 設定

### クエスト
『冒険の扉』
ラクロア城下町の地下には、『冒険の扉』という扉が6つあり、それぞれ世界各地の場所に繋がっている。ラクロア付近は強い敵が出没するため、まずはクエスト1から順番に攻略していくのが通常の攻略法である。ただこのゲームは逃走の成功率が比較的高いため、冒険の扉を使わなくても強引にクエストの舞台へ赴くことができる上、シナリオのショートカットや先に後半のクエストで強力な武装を集めてからの攻略なども可能であり、プレイの自由度は比較的高い。
クエスト1 ゴブリンの洞窟
ノアの村の人々を苦しめるゴブリンたちの住処に乗り込む。
クリアしなくてもゲームクリアは可能だが、牢屋に捕らわれているララァを助け出さないとクエスト6で力の塔に入れない。
クエスト2 盗賊の砦
盗賊たちのアジトに乗り込んだガンダム達だが、逆に捕らえられてしまい、強制労働させられるハメに。
ガンダム、キャノン（いる場合はアムロも）とは別に炊事係に回されたガンタンクが、二人の救出に向かう。
クリアしなくてもゲームクリアは可能。
クエスト3 湖畔の神殿
ククルス湖のほとりにあるドアンの町で、ガンダム達はジオン族が徘徊する神殿から宝玉を持って来るよう町長より依頼される。
様々な仕掛けが施されているという神殿で宝玉を手に入れるのだが、とある場所でナイトサザビーが待ち受けていた。
ゲームクリアのためにクリア必須（アムロの初期所持品・天馬の笛がないとホワイトベースを呼べないため）。
クエスト4 火の山
三種の神器の一つ「炎の剣」を作ることができるという鍛冶屋のテムと、その材料である「火炎鉱石」を求め、ガンダム達は火山地帯を訪れる。
クエスト3で手に入れた宝玉が火の山に至る道を開く。
ゲームクリアのためにクリア必須。
クエスト5 妖精の森
妖精たちの暮らす「妖精の森」が、マクベ・カッツェ率いるジオン族に占拠されてしまった。
ガンダムたちは迷路のような森林地帯をさまよいながら、妖精の森を目指す。
クリアしなくてもゲームクリアは可能。
クエスト6 悲劇の魔道師
三種の神器の一つ「力の盾」が眠るといわれる「力の塔」。そこはいつしかジオン族の拠点となっていた。
力の塔を治めているのは、かつてガンダム達が助けた少女・魔道士ララァだった。
ゲームクリアのためにクリア必須。
クエスト7 砂漠の城
行方不明になった天馬ホワイトベースを探して、ガンダムたちはハッテ砂漠にたどり着く。オアシスで傷ついたスレッガーを救ったガンダムたちは、謎のピラミッドの探索へと向かう。
ゲームクリアのためにクリア必須。
終章 最後の戦い
ホワイトベース、そして三種の神器を手に入れたガンダム達は、武者の城からガチャポリスへとワープ。サタンガンダムの城へと乗り込む。

## 登場キャラクター

### プレイヤーキャラ
ナイトガンダム
このゲームの主人公。フラウ姫よりジオン族打倒の命を受け、冒険の旅に出る。
攻守共にバランスの取れた能力を持つ。ガンダム族は魔法を使えないという設定があったが、レベルが上がると最強の攻撃呪文・回復呪文を覚える。
戦士ガンキャノン
フラウ姫の命を受け、城下町で仲間になる。呪文を一切使えず、防御・素早さ共に低いが、HPや攻撃力が高い。
僧侶ガンタンク
クエスト1でゴブリン達に囚われていたところをガンダムたちに助けられ、仲間になる。
各種呪文を使いこなすが、攻撃力・防御力は低い。クエスト2では危険な性格をのぞかせる。
仲間にしなくてもゲームクリアは可能。
ナイトアムロ
クエスト3にてサザビーに囚われていたところをガンダムたちに助けられ、仲間になる。ナイトガンダムには劣るが攻守のバランスがよく、攻撃・補助呪文を使える。
唯一人間であるため、サビ状態（移動・戦闘中に行動不能になる状態）にならない。また、他のクエストを攻略する前に仲間にすることも可能だが、ストーリーは特に変わらない。
初期所持品の「天馬の笛」がサタンガンダムの城に向かうために必須のため、ゲームクリアのためには必ず仲間にしなくてはならない。
本作では本名は「アムロ・レイ」であると発言している。

### その他のキャラ
ユニオン族
レビル王
ラクロアの王。ジオン族との戦いで疲弊し、病に倒れてしまった。
フラウ姫
病に倒れたレビル王に代わり、ラクロアを治めている。
ナイトガンダムを呼び出し、ガンキャノンとともにジオン族討伐の旅へと向かわせる。
騎士シャア
ガンダム達の行く先々に現れ、助言や忠告をしてくれる謎の騎士。
騎士セイラ
ラクロアの城下町に住む。戦いには参加せず、騎士ガンダムを激励してくれる。
戦士スレッガー
フラウ姫の命により、天馬ホワイトベースに乗ってハッテ砂漠の調査に向かうが、そのまま消息を絶っていた。
鍛冶屋テム
ムーアの村に住む、「炎の剣」を作ることができるという鍛冶屋。
予言者サラサ
「予言者の館」にてハモン、アレクサンダーとともに予言をしていたが、ジオン族に捕らえられ、伝説の巨人を操る「心の星」を奪われてしまう。
アルガス騎士団
ガンダム一族の末裔、剣士ゼータガンダム、闘士ダブルゼータガンダム、法術士ニューガンダムの三人。ナサの村を訪れている。ゲーム中のドット絵はナイトガンダムと同じ物が流用されている。
ジオン族
魔王サタンガンダム
騎士ガンダムと同じ「ガンダム」の名を持ちながら、スダ・ドアカワールドの征服を企む魔王。
ホブゴブリン
クエスト1のボスでゴブリンザクたちの長。ガンタンクを捕らえ、リターンリングを奪い取った。
騎士ランバ・ラル
クエスト2のボスで盗賊団の頭。なぜか関西弁で喋る。
黒い三連星
クエスト2の中ボスで、ランバ・ラルのもとへの道を阻む。なぜか関西弁を喋る。
騎士サザビー
クエスト3のボス。湖の神殿に眠る宝玉を狙い、ドアンの町の町長にすり替わってガンダムたちを待ち受ける。
騎士アムロを捕らえてもいた。
デビルジオング
クエスト4のボス。「炎の剣」の材料となる「火炎鉱石」を奪おうとしてくる。
なお、カードダス等で表記される本来の名前は「ジャイアントジオング」だが、本作では字数の都合からか「デビルジオング」となっている。
終盤、ナサの村近辺でもザコ敵として登場する。
マクベ・カッツェ
クエスト5のボス。妖精の村を占拠しているジオン族のリーダーで、妖精の持つ「魔法の壷」を狙っている。
とある場所で潜伏しているが、彼が正体を現した時の選択肢は独特。
魔道士ララァ
強大な魔法の力を持つ少女。リアの村に住む夫妻に育てられていたが、ふらりと訪れたシャアに想いを寄せ、村を旅立ってしまう。
ゴブリンの洞窟に捕らえられていた所をガンダムたちに救出されるが、「力の塔」においてガンダムたちの前に敵として立ちはだかる。
サイコゴーレム
「心の星」をジオン族に奪われ、操られた「伝説の巨人」。
非常に高い攻撃力・防御力を持ち、「光の弓」が当たらないと倒すことは非常に難しい。
ムシャゴースト
武者の城で玉座に鎮座する武者の亡霊。ガンダム一族の祖先にあたる存在らしい。
倒すと「どうだぬき」という名剣が低確率で手に入ることもある。

## スタッフ
- シナリオ：飯田和憲
- チーフ・プログラマー：きよのみつとし
- サブ・プログラマー：松井裕
- バトル・プログラマー：あらいたかし
- サポート・プログラマー：うめざわしん
- グラフィック：きちじょうじひゅうま、かたおかやすゆき
- サウンド：和久田貴浩
- スペシャル・サンクス：さとうとしひこ、さとうじゅんいち、小丸良人、やまだゆうこ、かみやはるき、よしむらゆういち、ラブリーいとちゅー
- 監修：尾形和正
- ゲーム・デザイン：飯田和憲、きよのみつとし

## 評価
ゲーム誌『ファミコン通信』の「クロスレビュー」では合計28点、『ファミリーコンピュータMagazine』の読者投票による「ゲーム通信簿」での評価は以下の通りとなっており、22.34点（満30点）となっている。また、同雑誌1991年5月24日号特別付録の「ゲームボーイ オールカタログ」では、「マップは非常に広く、それにしたがい、奥の深い内容となっている」と紹介されている。
| 項目 | キャラクタ | 音楽 | 操作性 | 熱中度 | お買得度 | オリジナリティ | 総合  |
| 得点 | 4.04       | 3.60 | 3.74   | 3.93   | 3.60     | 3.43           | 22.34 |

## 攻略本
- バンダイ完全必勝ブック SDガンダム外伝 ラクロアンヒーローズ - バンダイ、1990年11月30日、ISBN 4-89189-118-1